# Zběhovec lesní

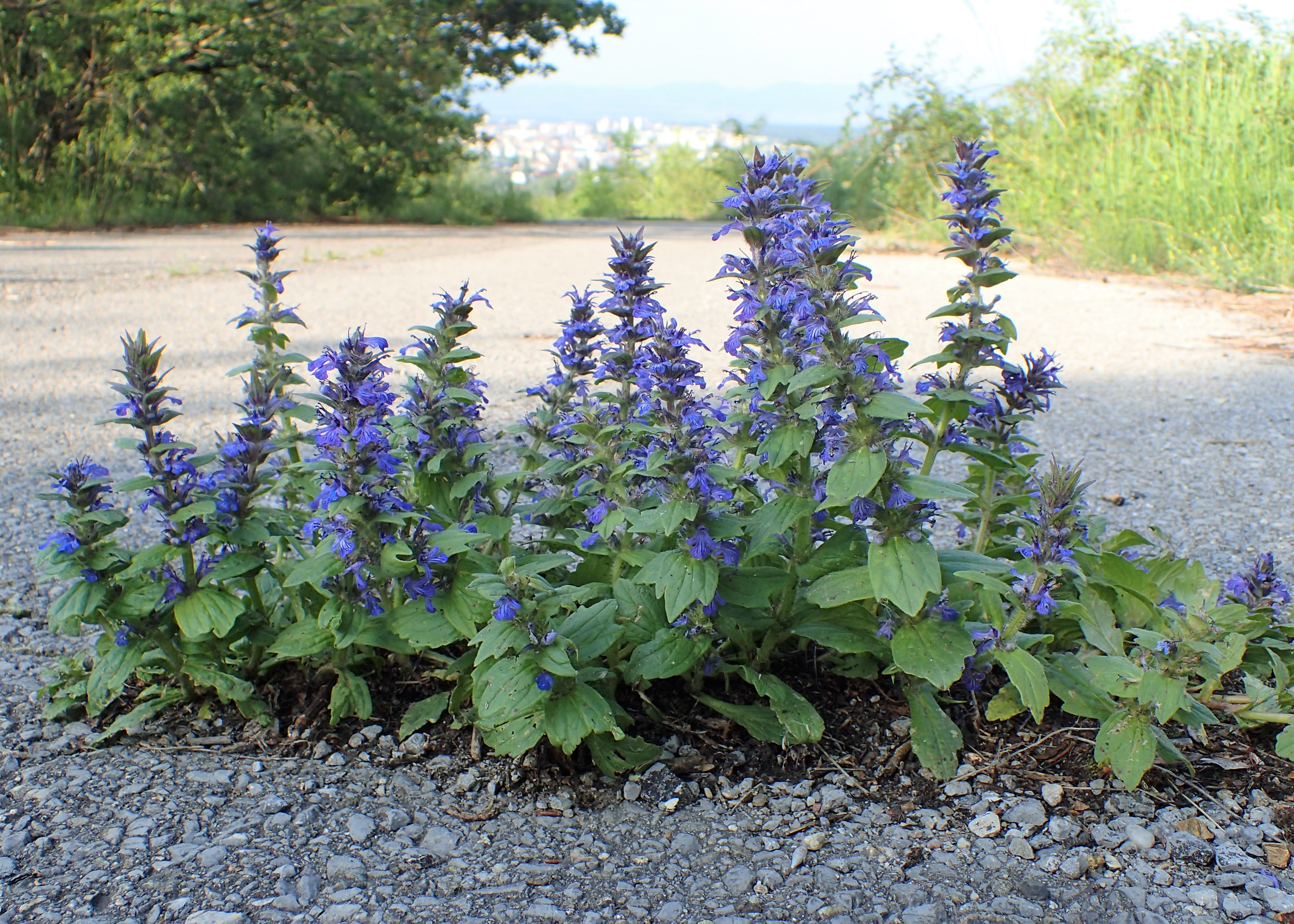
Kolonie zběhovce lesního

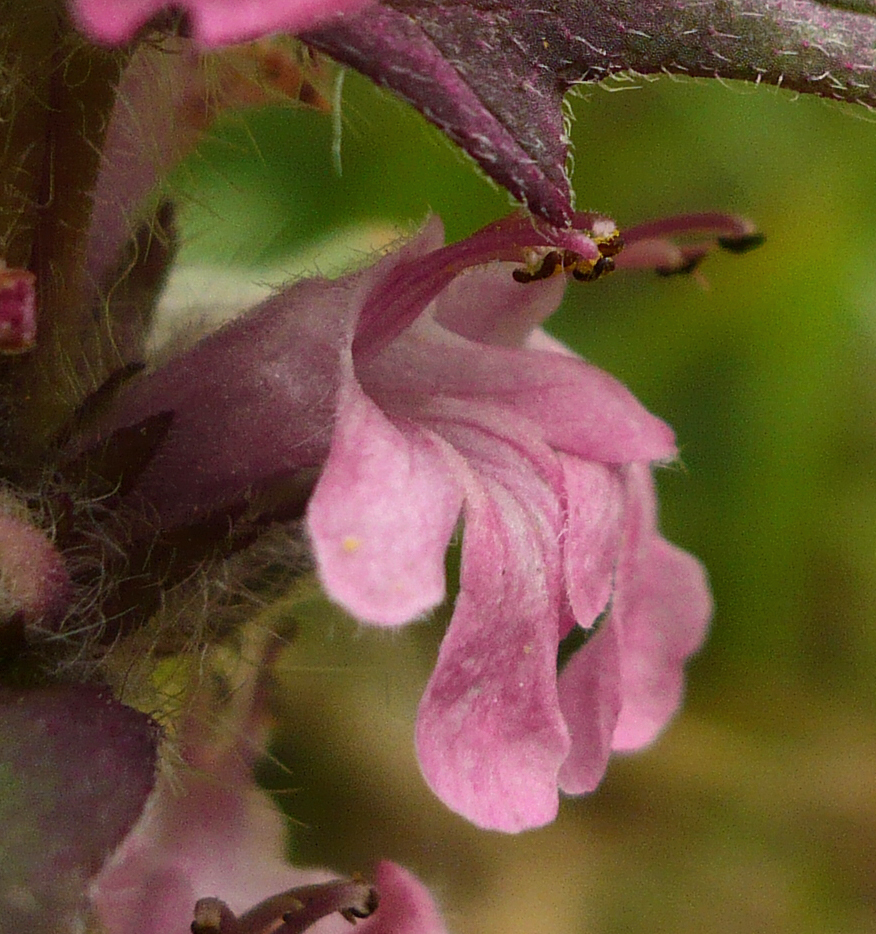
Květ růžové variety

Zběhovec lesní (Ajuga genevensis) je vytrvalá, nevysoká bylina kvetoucí koncem jara modrými pyskatými květy. V české přírodě je původním druhem a vyskytuje se v ní poměrně hojně, v kypré půdě se rychle rozšiřuje rozrůstáním podzemního oddenku. Je jedním z asi 40 až 50 druhů celosvětově rozšířeného rodu zběhovec.
Bývá někdy jako okrasná rostlina sázen pro své trvanlivé květy v zahradních skalkách, nebo se užívá k pokryvu půdy na sušších místech zahrad a parků.

## Výskyt
Mimo ČR roste nejhojněji ve střední a východní části Evropy, vyskytuje se však disjunktně. Jeho areál sahá od Francie na západě až po evropské Rusko na východě, rozšířen je také po Zakavkazsku. V České republice se vyskytuje na větší části území, roste hlavně v nižších a středních polohách, do horských poloh vystupuje jen vzácně.

## Ekologie
Světlomilná rostlina vyrůstající na loukách, úhorech, pasekách, travnatých mezích, v křovinami porostlých stráních i lemech listnatých a světlých jehličnatých lesů. Je hemikryptofyt bez přílišných nároků na kvalitu i výživnost půdy, obvykle dává přednost sušším stanovištím s propustnou půdou, neroste na místech příliš kyselých a mokrých.
Zběhovec lesní se vyvíjí poměrně rychle, kvete již od dubna do července, někdy kvete podruhé (remontuje) v období teplého podzimu. Jeho stupeň ploidie (x) = 4, počet chromozomů (2n) = 32.

## Popis
Vytrvalá bylina s rozvětveným oddenkem bez nadzemních plazivých výběžků a má řídkou přízemní listovou růžici. Lodyha bývá přímá nebo vystoupavá, vysoká od 10 do 30 cm a jedna rostlina jich může mít jednu až osm. Je čtyřhranná, ve spodní části má hrany nafialovělé a je chlupatá na všech čtyřech stranách, nejvíce v oblasti uzlin. Lodyžní listy jsou přisedlé, vstřícné, obvejčité až eliptické a tmavě zelené. Bývají dlouhé průměrně 5,5 a široké 1,5 cm, jsou ve své spodní polovině po obvodě celokrajné, v horní polovině oddáleně zubaté a postupně přecházejí v listeny. Listová růžice, která přezimuje a v době kvetení již zasychá, má listy krátce řapíkaté, obvejčité až eliptické, průměrně 8 cm dlouhé a 3 cm široké, po obvodě oddáleně zubaté a na svrchní straně chlupaté.
Květy jsou modré, pyskaté a vytvářejí vrcholové klasnaté květenství sestavené z lichopřeslenů, květenství je ve spodní části řídké a v horní nahloučené. Květy s krátkými stopkami vyrůstají z paždí listenů celkem v šesti až dvanácti sblížených lichopřeslenech složených ze čtyř až dvanácti květů. Listeny jsou po obvodě chlupaté, na lícní straně jsou obvykle lysé, na rubové chlupaté jen na žilkách a směrem nahoru zmenšují. Spodní listeny jsou delší než květy, horní jsou stejně dlouhé jako květy nebo i kratší a bývají trojlaločné až trojklané a často nafialovělé. Květ má zvonkovitý, zelený kalich nezřetelně dvoupyský, asi 6 mm dlouhý, s pěti úzkými kališními cípy obvykle stejně dlouhými jako kališní trubka. Koruna je nejčastěji modrá a jen vzácně růžová nebo bílá, neopadavá, bývá dlouhá asi 15 mm, horní pysk je zakrnělý ve dva zoubky, kdežto spodní je velmi velký a rozeklán do třech laloků, střední lalok je největší. Tyčinky s nestejně dlouhými nitkami jsou čtyři, vnější jsou o málo delší, všechny vyčnívají z korunní trubky. Gyneceum je čtyřkomůrkové, vzniká srůstem dvou plodolistů rozdělených nepravou přepážkou. Podsemeníkový val vylučuje hojně nektaru, na který přilétá opylující hmyz; zběhovec lesní je cizosprašnou rostlinou.
Plodem je čtyřdílný poltivý plod rozpadající se na obvejčité tvrdky asi 2,5 mm velké, které mají dužnatý přívěsek, tzv. masíčko.

## Rozmnožování
Na větší vzdálenost se zběhovec lesní rozšiřuje generativně semeny (tvrdkami) roznášenými větrem a na kratší vzdálenost bývají jeho semena šířena hmyzem, nejčastěji mravenci, která je pro masíčko odnášejí do mravenišť. Do blízkého okolí se bylina šíří vegetativně rozrůstáním oddenků s pupeny, z kterých vyrůstají další kořeny i lodyhy s květy. Nové rostliny proto rostou blízko vedle sebe a vytvářejí husté kolonie.